# John Newman (Architekt)
John Newman, Esq. (* 1786 in London; † 3. Januar 1859 in Passy) war ein britischer Architekt.

## Wirken
Newman war vom 10. Juni 1830 bis 1849 Fellow der Society of Antiquaries of London. Zu seinen Hauptwerken zählt die römisch-katholische Kirche St Mary Moorfields in London. Er gehörte zu den Gründern des Royal Institute of British Architects. Bei zwei Projekten arbeitete er mit Robert Smirke zusammen: beim General Post Office sowie beim zweiten Gebäude des Royal Opera House.

## Familie
Newman heiratete 1817. Aus der Ehe entsprangen drei Kinder: Ein Sohn, namens Arthur Shean Newman (1828–1873), ebenfalls Architekt, sowie zwei Töchter, eine davon, Victoire Dawes (* 1826 in Southwark), war mit Alexander Spiers vermählt. Newman, der sich 1850 bei diesen zur Ruhe gesetzt hatte, verstarb in Passy.